# Alpioniscus absoloni
Alpioniscus absoloni är en kräftdjursart som först beskrevs av Hans Strouhal 1939.  Alpioniscus absoloni ingår i släktet Alpioniscus och familjen Trichoniscidae.

## Underarter
Arten delas in i följande underarter:
- A. a. politus
- A. a. politus
- A. a. assimilis
- A. a. absoloni